# Asaph Hall Jr.
Asaph Hall Jr. (1859-1930) fue un astrónomo estadounidense.
Fue uno de los cuatro hijos del también astrónomo Asaph Hall, quien en 1856 contrajo matrimonio con Angeline Stickney (1830-1892).
Siguiendo los pasos de su padre realizó estudios superiores, se graduó y trabajó en diferentes observatorios astronómicos.
Efectuó y publicó numerosos trabajos astronómicos, firmando los mismos con el nombre " Asaph Hall Jr." para diferenciarlos de los de su padre.
Entre sus estudios destacan las observaciones de los satélites de Marte, descubiertos por su padre en agosto de 1877, los satélites de Saturno, los eclipses de los satélites de Júpiter y diversos estudios estelares.

## Artículos
- Aberration constant from zenith distances of Polaris, (1902), Astronomical Journal, vol. 22, iss. 518, p. 109-113.
- Elements and ephemerides of planet 1907 XP [(636) Erika], (1907), Astronomical Journal, vol. 25, iss. 598, p. 180-181.
- Observations of the satellites of Mars, (1913), Astronomical Journal, vol. 27, iss. 645, p. 163-169.
- Observations of the satellites of Saturn, 1910-11, (1922), Astronomical Journal, vol. 34, iss. 798, p. 39-42.
- Equatorial observations, 1908-1926, (1929), Publications of the United States Naval Observatory. 2d ser. vol. 12.
- Observations of eclipses of satellites of Jupiter, (1930), Astronomical Journal, vol. 40, iss. 943, p. 119-120.

## Fuente
- Buscador NASA ADS (trabajos, artículos y publicaciones).

- Datos: Q5707886
- Multimedia: Asaph Hall Jr. / Q5707886